# Copa Cataluña femenina
La Copa Cataluña femenina (en catalán, Copa Catalunya femenina) es una competición de fútbol femenino, disputada en sistema de eliminatorias y con carácter anual, en la que participan los principales clubes de Cataluña, España. 
Se disputa desde el año 2005, siendo un torneo oficial de la Federación Catalana de Fútbol. Sigue el mismo modelo organizativo de la competición masculina del mismo nombre, vigente desde 1984, basado en sucesivas eliminatorias y final a partido único.
La competición se juega a caballo de dos temporadas: a finales de la primera y comienzos de la siguiente, una vez terminadas las competiciones ligueras y antes de que se reanuden, para evitar problemas de fechas.
Desde el 19 de marzo de 2020, el campeonato fue suspendido debido a la pandemia por COVID-19 que golpeó a España.

## Historial
| Año  | Edición      | Fecha                    | Sede                                                        | Campeón              | Resultado    | Subcampeón              |
| ---- | ------------ | ------------------------ | ----------------------------------------------------------- | -------------------- | ------------ | ----------------------- |
| 2005 | 1.ª edición  | 28 de agosto de 2005     | Estadi Nou Sardenya, Barcelona                              | R. C. D. Espanyol    | 1–0          | F. C. Barcelona         |
| 2006 | 2.ª edición  | 28 de agosto de 2006     | Estadi Nou Sardenya, Barcelona                              | R. C. D. Espanyol    | 7–1          | F. C. Barcelona         |
| 2007 | 3.ª edición  | 11 de septiembre de 2007 | Municipal de Les Planes, San Juan Despí                     | R. C. D. Espanyol    | 3–0          | F. C. Barcelona         |
| 2008 | 4.ª edición  | 11 de septiembre de 2008 | Estadi Municipal, Vic                                       | R. C. D. Espanyol    | 2–0          | F. C. Barcelona         |
| 2009 | 5.ª edición  | 30 de agosto de 2009     | Municipal L'Estartit, Estartit                              | F. C. Barcelona      | 3–3 (7-6 p.) | R. C. D. Espanyol       |
| 2010 | 6.ª edición  | 29 de agosto de 2010     | Municipal de Les Planes, San Juan Despí                     | F. C. Barcelona      | 3–0          | U. E. L'Estartit        |
| 2011 | 7.ª edición  | 28 de agosto de 2011     | Ciudad Deportiva del R. C. D. Espanyol, San Adrián de Besós | F. C. Barcelona      | 1–0          | R. C. D. Espanyol       |
| 2012 | 8.ª edición  | 27 de agosto de 2012     | Nou Municipal del Congost, Manresa                          | F. C. Barcelona      | 1–1 (8-7 p.) | R. C. D. Espanyol       |
| 2013 | 9.ª edición  | 1 de septiembre de 2013  | Municipal Joan Baptista Milà, San Baudilio de Llobregat     | R. C. D. Espanyol    | 1–1 (4-3 p.) | F. C. Barcelona         |
| 2014 | 10.ª edición | 31 de agosto de 2014     | Municipal de Les Planes, San Juan Despí                     | F. C. Barcelona      | 4–0          | R. C. D. Espanyol       |
| 2015 | 11.ª edición | 30 de agosto de 2015     | Municipal Xevi Ramon, Vilasar de Mar                        | F. C. Barcelona      | 2–0          | R. C. D. Espanyol       |
| 2016 | 12.ª edición | 28 de agosto de 2016     | Municipal Germans Gonzalvo, Mollet del Vallès               | F. C. Barcelona      | 6–0          | R. C. D. Espanyol       |
| 2017 | 13.ª edición | 27 de agosto de 2017     | Municipal de la Bòbila, Gavà                                | F. C. Barcelona      | 3–0          | R. C. D. Espanyol       |
| 2018 | 14.ª edición | 25 de agosto de 2018     | Municipal Joan Cappdevila, Tàrrega                          | F. C. Barcelona      | 7–0          | R. C. D. Espanyol       |
| 2019 | 15.ª edición | 24 de agosto de 2019     | Municipal de Palamós-Costa Brava, Palamós                   | F. C. Barcelona      | 4–0          | R. C. D. Espanyol       |
| 2022 | 16.ª edición | 4 de septiembre de 2022  | Municipal Sagnier, El Prat de Llobregat                     | CE Sant Gabriel      | 9–1          | CF Torelló              |
| 2023 | 17.ª edición | 2 de septiembre de 2023  | Santa Margarita de Montbuy                                  | Secció Esportiva AEM | 1-0          | Club de Fútbol Igualada |

(p.): final decidida en los penaltis

## Palmarés
| Club              | Títulos | Subtítulos | Años campeón                                               | Años subcampeón                                      |
| ----------------- | ------- | ---------- | ---------------------------------------------------------- | ---------------------------------------------------- |
| F. C. Barcelona   | 10      | 5          | 2009, 2010, 2011, 2012, 2014, 2015, 2016, 2017, 2018, 2019 | 2005, 2006, 2007, 2008, 2013                         |
| R. C. D. Espanyol | 5       | 9          | 2005, 2006, 2007, 2008, 2013                               | 2009, 2011, 2012, 2014, 2015, 2016, 2017, 2018, 2019 |
| CE Sant Gabriel   | 1       | -          | 2022                                                       |                                                      |
| CF Torrelló       | -       | 1          |                                                            | 2022                                                 |
| U. E. L'Estartit  | -       | 1          | ----                                                       | 2010                                                 |